# Главичорак
Главичорак (серб. Главичорак / Glavičorak) — село в общине Биелина Республики Сербской Боснии и Герцеговины. Население составляет 195 человек по переписи 2013 года.

## Краткие сводки о селе
Расположено в 30 километрах к северо-западу от Биелины, недалеко от города Брчко. Основное занятие жителей — сельское хозяйство. В центре села есть дом культуры.